# Pulau Semambu
Pulau Semambu is een bestuurslaag in het regentschap Ogan Ilir van de provincie Zuid-Sumatra, Indonesië. Pulau Semambu telt 1560 inwoners (volkstelling 2010).